# Butirato de sódio
Butirato de sódio é o composto orgânico de fórmula Na(C3H7COO), o sal de sódio do ácido butírico. Ele tem vários efeitos na cultura de células de mamíferos inclusive a inibição da proliferação, indução da diferenciação celular e a indução ou repressão da expressão genética. Neste caso, o composto pode ser usado no laboratório para causar estes efeitos. Especificamente, o tratamento das células com butirato resulta na hiperacetilação da histona, e o butirato inibe a atividade da histona deacetilase (HDAC). Butirato tem sido um veículo essencial para determinar o papel da acetilação da histona na estrutura e função da cromatina. A inibição da atividade do HDAC afeta a expressão de apenas 2% dos genes dos mamíferos.